# 演丰镇
演丰镇是中国海南省海口市美兰区下辖的一个镇。

## 历史
大明万历33年发生地震，导致该地区72个村塌陷入海。
大清道光年间始建制，因店铺的顶棚有豆藤而得名豆藤圩。
民国以后，将演顺乡和丰和乡合并，各取第一字命名，称演丰圩。
2003年，海南省人民政府批准美兰镇改名演丰镇。

## 行政区划
演丰镇下辖1个社区和13个行政村:
- 演丰社区
- 演海村
- 边海村
- 北巷村
- 演中村
- 美兰村
- 演东村
- 苏民村
- 演南村
- 昌城村
- 群庄村
- 塔市村
- 演西村
- 山尾村

## 旅游景点
- 东寨港自然保护区，中国建立的第一个红树林保护区，已列入世界遗产预备名单。